# تاريخ الحمض النووي لمصر
يعكس التاريخ الجيني للتركيبة السكانية لـ مصر موقعها الجغرافي على مفترق طرق عدة مناطق ثقافية حيوية رئيسية: شمال إفريقيا والصحراء والشرق الأوسط والبحر الأبيض المتوسط وأفريقيا جنوب الصحراء.

## الحمض النووي القديم
يخلق التلوث الناجم عن التعامل مع الميكروبات وتسللها عقبات أمام استعادة الحمض النووي القديم. وبالتالي، تم إجراء معظم دراسات الحمض النووي على السكان المصريين المعاصرين بقصد التعرف على تأثيرات الهجرات التاريخية على سكان مصر. تم إجراء دراسة نُشرت عام 1993 على مومياء قديمة من الأسرة الثانية عشر، والتي حددت سلالات متعددة من النسب.
في عام 2013، خيرت وآخرون. أجرى الدراسة الجينية الأولى باستخدام تسلسل الجيل التالي للتأكد من سلالة الأجداد لفرد مصري قديم. واستخرج الباحثون الحمض النووي من رؤوس خمس مومياوات مصرية كانت موجودة في المؤسسة. تم تأريخ جميع العينات بين 806 قبل الميلاد و 124 م، وهو إطار زمني يتوافق مع فترات أواخر الأسر الحاكمة والبطلمية. لاحظ الباحثون أن أحد الأفراد المحنطين ينتمي على الأرجح إلى هابلوغروب (mtDNA) I2 ، وهي فصيلة أمومية يعتقد أنها نشأت في غرب آسيا.

### دراسة الحمض النووي لعام 2017

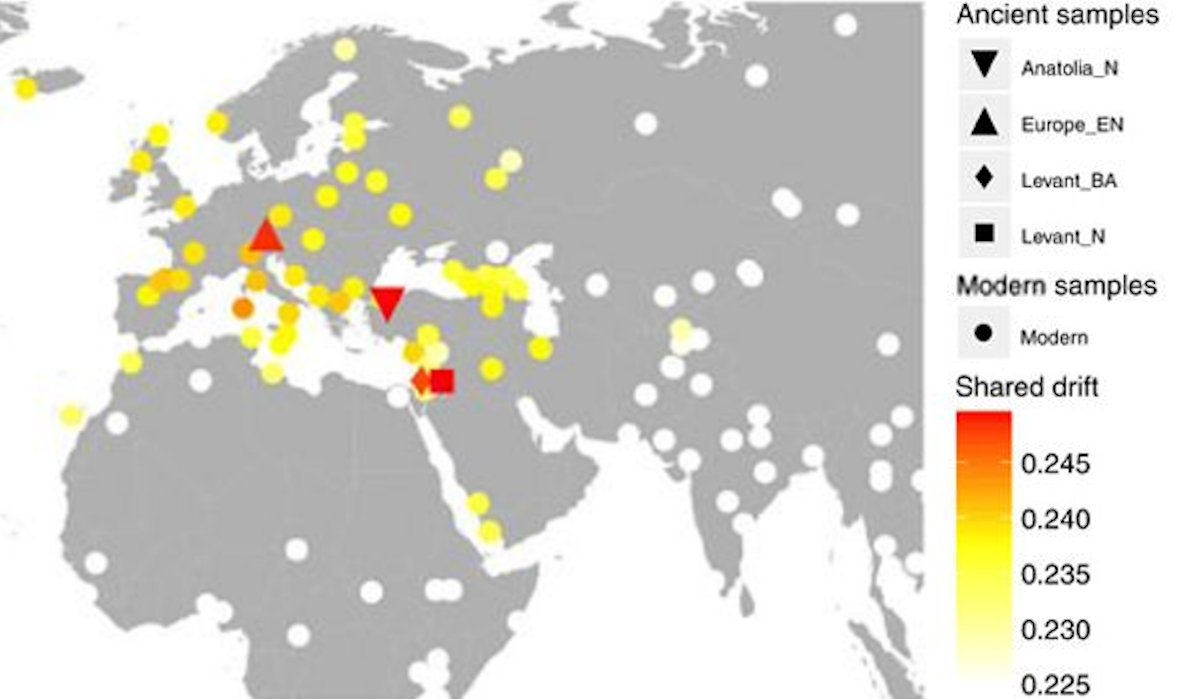
تقاسمت المومياوات المصرية القديمة الانجراف مع المجموعات السكانية القديمة والحديثة الأخرى. يكون التقارب أقوى (باللون الأحمر) مع السكان القدامى في الشرق الأدنى والمزارعين من العصر الحجري الحديث في أوروبا.

وصفت دراسة نُشرت في عام 2017 من قبل فريق دولي من العلماء بقيادة باحثين من جامعة توبنغن ومعهد ماكس بلانك لعلوم التاريخ البشري في جينا استخراج وتحليل الحمض النووي من 151 فردًا مصريًا قديمًا محنطًا، تم انتشال رفاتهم. من أبو صير الملق في مصر الوسطى. كان الحصول على الحمض النووي المحفوظ جيدًا وغير الملوث من المومياوات مشكلة في مجال علم الآثار، وقدمت هذه العينات «أول مجموعة بيانات موثوقة تم الحصول عليها من المصريين القدماء باستخدام أساليب تسلسل الحمض النووي عالية الإنتاجية». كانت العينات تعيش في فترة تمتد من أواخر المملكة المصرية الحديثة إلى العصر الروماني (1388 قبل الميلاد - 426 م). تم الحصول على تسلسلات كاملة من الحمض النووي للميتوكوندريا (mtDNA) لـ 90 مومياء وتمت مقارنتها مع بعضها البعض ومع العديد من مجموعات البيانات القديمة والحديثة الأخرى. 83 من المومياوات كانوا أفرادًا عاشوا في سلالات متأخرة عن الأسرة المصرية الحادية والعشرين. يرجع تاريخ أقدم مومياء، عينة JK2887 إلى 1388-1311 قبل الميلاد (الأسرة 18-19) من عصر الدولة الحديثة. وجد العلماء أن الأفراد المصريين القدماء في مجموعة البيانات الخاصة بهم يمتلكون ملامح ميتوكوندريا متشابهة للغاية طوال فترة الفحص. شارك المصريون المعاصرون عمومًا نمط هابلوغروب الأمهات هذا، لكنهم حملوا أيضًا المزيد من مناطق جنوب الصحراء الكبرى في شمال وشرق إفريقيا. تم العثور على مجموعة واسعة من مجموعات هابلوغرام mtDNA بما في ذلك مجموعات من J ، U ، H ، HV ، M ، R0 ، R2 ، K ، T ، L ، I ، N ، X ، W. ومع ذلك، وجد تحليل مجموعات mtDNA الفردانية للمومياوات أنها تشترك في ارتباطات ميتوكوندريا أكبر مع الأقارب الجينية لسكان العصر الحجري الحديث والعصر البرونزي من الشرق الأدنى والأناضول وشرق البحر الأبيض المتوسط الأوروبيين مقارنة بالمصريين المعاصرين. بالإضافة إلى ذلك، تم تحليل ثلاثة من الأفراد المصريين المحنطين من أجل Y-DNA ، واثنان تم تعيينهم في غرب آسيا J وواحد لمجموعة هابلوغروب E1b1b1 وكلاهما شائع في شمال إفريقيا. وحذر الباحثون من أن أوجه التشابه بين العينات المصرية القديمة التي تم فحصها قد لا تكون ممثلة لتلك الخاصة بكل قدماء المصريين لأنهم كانوا من موقع أثري واحد.
كانت الدراسة قادرة على قياس الحمض النووي للميتوكوندريا لـ 90 فردًا، وأظهرت أن تكوين الحمض النووي للميتوكوندريا للمومياوات المصرية أظهر مستوى عالٍ من التقارب مع الحمض النووي الموجود في الشرق الأدنى والأناضول وأوروبا شرق البحر الأبيض المتوسط. يُظهر تحليل مشترك للانجراف والمزيج للحمض النووي لهذه المومياوات المصرية القديمة أن الارتباط أقوى مع السكان القدامى من شمال وشرق وجنوب الصحراء الأفريقية وبدرجة أقل مع السكان من جنوب إفريقيا والشرق الأوسط. على وجه الخصوص، توصلت الدراسة إلى أن «المصريين القدماء هم الأكثر ارتباطًا بعينات العصر الحجري الحديث والعصر البرونزي في بلاد الشام، وكذلك بالعصر الحجري الحديث في إفريقيا والسكان الكوشيين». ومع ذلك، أظهرت الدراسة أن البيانات المقارنة من السكان المعاصرين تحت الحكم الروماني في أفريقيا، كشفت عن علاقة أوثق مع المصريين القدماء من نفس الفترة. علاوة على ذلك، «لا يمكن استبعاد الاستمرارية الجينية بين المصريين القدماء والحديثين على الرغم من هذا التدفق من إفريقيا جنوب الصحراء، في حين أن الاستمرارية مع الإثيوبيين المعاصرين غير مدعومة».
لا يمكن استخراج البيانات على مستوى الجينوم بنجاح إلا من ثلاثة من هؤلاء الأفراد. من بين هؤلاء الثلاثة، يمكن تعيين مجموعات الفردوسوم Y المكونة من فردين إلى J وواحد لمجموعة هابلوغروب E1b1b1 وكلاهما شائع في شمال إفريقيا. تراوحت التقديرات المطلقة للأصول الأفريقية جنوب الصحراء في هؤلاء الأفراد الثلاثة من 6 إلى 15٪ ، وهي أقل بكثير من مستوى السلالة الأفريقية الواقعة جنوب الصحراء الكبرى لدى المصريين المعاصرين من أبو صير، والذين «تتراوح أعمارهم بين 14 و 21٪». (عند استخدام السكان المختلط من شرق إفريقيا كمرجع) حذر مؤلفو الدراسة من أن المومياوات قد تكون غير ممثلة للسكان المصريين القدماء ككل، حيث تم انتشالهم من الجزء الشمالي من مصر.
تشير فيرينا شوينمان ومؤلفو هذه الدراسة إلى مستوى عالٍ من التفاعل الجيني مع الشرق الأدنى منذ العصور القديمة، وربما يعود ذلك إلى مصر ما قبل التاريخ على الرغم من أن أقدم المومياوات في الموقع كانت من الدولة الحديثة: "يبدو أن بياناتنا تشير إلى اختلاط وثيق والتقارب في وقت سابق بكثير، وهو أمر غير مفاجئ بالنظر إلى الروابط الطويلة والمعقدة بين مصر والشرق الأوسط. تعود هذه الروابط إلى عصور ما قبل التاريخ وحدثت على مستويات متنوعة، بما في ذلك التجارة البرية والبحرية والدبلوماسية والهجرة والغزو والترحيل.
أعرب البروفيسور ستيفن كيرك، عالم المصريات في جامعة كوليدج لندن، عن حذره من الادعاءات الأوسع للباحثين، قائلاً: «كانت هناك محاولة قوية للغاية عبر تاريخ علم المصريات لفصل المصريين القدماء عن السكان المعاصرين». وأضاف أنه «كان متشككًا بشكل خاص في أي تصريح قد يكون له عواقب غير مقصودة للتأكيد - مرة أخرى من منظور شمال أوروبا أو أمريكا الشمالية - أن هناك انقطاعًا هناك [بين المصريين القدامى والحديثين]».
إن تصنيف الدم وأخذ عينات الحمض النووي القديمة على المومياوات المصرية شحيح. ومع ذلك، وجد تصنيف الدم لمومياوات الفترة الأسرية أن ترددات ABO الخاصة بها هي الأكثر تشابهًا مع ترددات المصريين المعاصرين.

### نخت عنخ وخنوم نخت 2018
تم اكتشاف قبر اثنين عالية الوضع المصريين، نخت عنخ وخنوم نخت السير وليام فلندرز بيتري وإرنست ماكاي في عام 1907. نخت-عنخ وخنوم-نخت عاش في الأسرة الثانية عشر (1985-1773 قبل الميلاد) في مصر الوسطى وكانا يفصل بينهما 20 عامًا. لم يتعرض قبرهم لأي إزعاج قبل الحفريات. سمي قبرهم قبر الأخوين لأن المومياوات كانت مدفونة بجوار بعضها البعض، وتذكر النقوش على الزملاء اسم الأنثى خنوم آأ، والتي توصف بـ «سيدة المنزل» ويشار إليها بأم نخت عنخ وخنوم نخت. ومع ذلك، كانت النقوش أقل إفادة فيما يتعلق بالعلاقة الأبوية. كل مومياء لها شكل مادي مختلف وفي تحليل الحمض النووي من قبل جامعة مانشستر تشير الاختلافات بين كروموسوم Y إلى سلالات أبوية مختلفة تستنتج أن نخت-عنخ وخنوم-نخت كانا غير شقيقين لكن تسلسل الكروموسوم Y لم يكن كاملًا بما يكفي لتحديد هابلوغروب الأب. كانت هويات SNP متوافقة مع mtDNA haplogroup M1a1 بدرجة ثقة 88.05–91.27٪. تحليل الحمض النووي القديم للإيبيروموروسيان البقايا الهيكلية في موقع تافورالت في المغرب، والتي تم تأريخها بين 15100 و 13900 ين ياباني، لاحظت أيضًا الطبقة الفرعية M1b في إحدى الحفريات (1/7 ؛ ~ 14 ٪). تم اكتشاف هابلوغروب إم أيضًا في عينات قديمة من جنوب شرق الأناضول (0.4٪).

### تحوتي نخت 2018
في عام 2018، تم اكتشاف رأس تحوتي نخت المحنط الذي يبلغ من العمر 4000 عام في مصر الوسطى في دير البرشا في عام 1915. كان تحوتي نخت حاكمًا في المملكة المصرية الوسطى في مصر من الأسرة الحادية عشرة أو الثانية عشرة وتم تحليل الحمض النووي للميتوكوندريا. يشبه تسلسل المومياء إلى حد كبير سلالة U5a من عينة JK2903 ، وهو هيكل عظمي أحدث بكثير عمره 2000 عام من موقع أبو صير الملق في مصر على الرغم من عدم وجود تطابق مباشر مع تسلسل تحوتي نخت. مجموعة هابلوغروب ميتدنا الخاصة تحوتي نخت هي U5b2b5، قبل تحوتي نخت وجدت فقط في الحمض النووي القديم من إسبانيا والبرتغال وسويسرا وإيطاليا وسردينيا، مع وجود أقدم في حالتين من مجتمع بلنسية، إسبانيا (5396 و 5390 سنة مضت)، وفي السويد والسودان بعد تحوتي نخت. تم العثور على Haplogroup U5 أيضًا في العصر الأمازيغي المعاصر من واحة سيوة في مصر. سجل مقال صدر عام 2008 بقلم C. Coudray ، مجموعة جينات الميتوكوندريا المعقدة والمتنوعة للسكان البربر، مجموعة هابلوغروب U5 بنسبة 16.7 ٪ لسيوة بينما هابلوغروب U6 أكثر شيوعًا في مجموعات البربر الأخرى في غرب مصر.

### رمسيس الثالث 2012
في عام 2012، تم تحليل الحمض النووي لمومياوات الأسرة المصرية العشرين لرمسيس الثالث ومومياء أخرى «غير معروف إي» يعتقد أنها نجل رمسيس الثالث بينتاور من قبل ألبرت زينك ويحيى زد جاد وفريق من الباحثين تحت قيادة زاهي حواس، الأمين العام آنذاك. المجلس الأعلى للآثار، مصر. كشفت تحليلات القرابة الجينية عن أنماط فردانية متطابقة في كلتا المومياوات باستخدام متنبئ هابلوغروب وايت آثي، حيث حددوا مجموعة هابلوغروب الكروموسومية Y E1b1a (E-M2)

### توت عنخ آمون ومومياوات أخرى من الأسرة الثامنة عشر 2020
في عام 2020، نشر يحيى جاد وباحثون آخرون من فريق حواس نتائج تحليل لمجموعات هابلوغروب الميتوكوندريا والكروموسومات Y للعديد من مومياوات الأسرة الثامنة عشر بما في ذلك توت عنخ آمون في مجلة Human Molecular Genetics ، المجلد 30، العدد R1 ، 1 مارس 2021، الصفحات من R24 إلى R28 ، https://doi.org/10.1093/hmg/ddaa223. تم استخدام النتائج لتوفير معلومات حول مجموعات النشوء والتطور لأفراد عائلته ووجودهم بين البيانات السكانية المصرية المعاصرة المبلغ عنها. أكد التحليل البيانات السابقة لأسلاف توت عنخ آمون مع ضوابط متعددة تصادق على جميع النتائج. تم دعم علاقة الأخوة المقترحة بين والدي توت عنخ آمون، أخناتون والمومياء المعروفة باسم «السيدة الصغيرة» (KV35YL). أشار التحليل الجيني إلى مجموعات هابلوغروبس التالية:
- توت عنخ آمون YDNA R1b / mtDNA K
- أخناتون YDNA R1b / mtDNA K
- تيي mtDNA K
- أمنحتب الثالث YDNA R1b / mtDNA H2b
- يويا G2a / mtDNA K
- تجويو mtDNA K

لم يتم تحديد كليد R1b. لوحظ ارتفاع تردد R1b1a2 (R-V88) (26.9٪) بين البربر من واحة سيوة، مصر وهذه المجموعة الهابلوغروب ويصل إلى أعلى تردد لها في شمال الكاميرون بترددات تصل إلى 95٪. توجد أيضًا في بعض الأفراد في جنوب أوروبا وغرب آسيا. تكهنت شركات الاختبار الخاصة حول كليد R1b في مومياوات الأسرة المصرية الثامنة عشرة، لكن لم تتم الإشارة إلى الكليد في مقالة المجلة التي تمت مراجعتها من قبل الزملاء وقد لا يمكن تحديدها في هذا الوقت. تم التعرف على يويا على عكس الذكور الأخرى من تل العمارنة على أنها تحمل Y هابلوغروب الحمض النووي G2a. كان أحد رجال البلاط المصريين القدامى وتزوج من النبيلة المصرية تجويو. أصبحت ابنتهما تيي زوجة أمنحتب الثالث. والدا يويا غير معروفين.

### دراسة 2020 علم الوراثة القديمة للمومياوات القديمة في معهد كورتشاتوف
في عام 2020، تم اختبار ثلاث مومياوات، يعود تاريخها إلى الألفية الأولى قبل الميلاد، من مجموعة متحف بوشكين للفنون في معهد كورتشاتوف بموسكو لمجموعات هابلوغروب الميتوكوندريا والكروموسومات Y. تم العثور على اثنتين من المومياوات تنتمي إلى مجموعة هابلوغروب الكروموسومات Y R1b1a1b و E1b1b1a1b2a4b5a و mtDNA haplogroups L3h1 و N5 على التوالي. تم العثور على المومياء الثالثة تنتمي إلى mtDNA haplogroup N.

## دراسات الحمض النووي على المصريين المعاصرين
يكشف التحليل الجيني للمصريين المعاصرين أن لديهم سلالات أبوية مشتركة بين السكان الأصليين الناطقين باللغة الامازيغية في شمال إفريقيا والقرن الأفريقي، ولدى شعوب الشرق الأوسط؛ كانت هذه السلالات قد انتشرت خلال العصر الحجري الحديث وتم الحفاظ عليها من قبل عصر ما قبل الأسرات.
دراسة بواسطة كرينجس وآخرون. (1999) على سمات الحمض النووي للميتوكوندريا على طول وادي النيل وجدت أن سمات أوروبية آسيوية تمتد من شمال مصر إلى جنوب السودان وسمات من جنوب الصحراء الكبرى من جنوب السودان إلى شمال مصر.
لويس وآخرون وجد (2004) أن مجموعات هابلوغروب الذكور في عينة من 147 مصريًا كانت E1b1b (36.1٪ ، في الغالب E-M78)، J (32.0٪)، G (8.8٪)، T (8.2٪)، R (7.5٪)، E1b1b هي سمة لبعض المتحدثين الأفرو آسيوية ويعتقد أنها نشأت في شمال أفريقيا (2007) يشير إلى أن الفئة الفرعية السائدة E-M78 ، E1b1b في مصر، نشأت في «شمال شرق إفريقيا»، والتي تشير في الدراسة تحديدًا إلى مصر وليبيا 
أظهرت دراسات أخرى أن المصريين الحديثين لديهم صلات جينية بشكل أساسي مع سكان شمال إفريقيا والشرق الأوسط والقرن الأفريقي،  وبدرجة أقل مع سكان أوروبا.
تشير بعض الدراسات الوراثية التي أجريت على المصريين المعاصرين إلى وجود روابط بعيدة المدى مع الأفارقة جنوب الصحراء  ورابط أوثق لمواطني شمال إفريقيا الآخرين. بالإضافة إلى ذلك، تشير بعض الدراسات إلى روابط أقل بكثير 7% مع السكان في الشرق الأوسط، وكذلك بعض المجموعات في جنوب أوروبا. وجدت دراسة mtDNA لعام 2004 للمصريين من الصعيد من القرنة تراثًا وراثيًا للأجداد لأفراد شمال شرق إفريقيا الحديثين، يتميز بتكرار النمط الفرداني M1 وتواتر منخفض نسبيًا لمجموعات L1 و L2 بنسبة 20.6٪. دراسة أخرى تربط المصريين بشكل عام بأشخاص من إريتريا وإثيوبيا الحديثة. على الرغم من وجود الكثير من الجدل حول أصول هابلوغروب M1 ، فقد خلصت دراسة أجريت عام 2007 إلى أن أصول M1 غرب آسيا ليست من أصل أفريقي جنوب الصحراء، على الرغم من أن غالبية سلالات M1a الموجودة خارج وداخل أفريقيا لها أصل شرق أفريقي حديث  أصل دراسة كروموسوم Y عام 2003 أجراها لوكوت على المصريين المعاصرين، وكانت الأنماط الفردانية V و XI و IV الأكثر شيوعًا. النمط النمط الفردي V شائع في الأمازيغ وله تردد منخفض خارج شمال إفريقيا. الأنماط الفردية V و XI و IV كلها في الغالب من شمال أفريقيا / القرن الأفريقي، وهي أكثر انتشارًا في المصريين منها في مجموعات الشرق الأوسط أو أوروبا.

### مجموعات هابلوغروب Y-DNA
وجدت دراسة باستخدام كروموسوم Y للذكور المصريين المعاصرين نتائج مماثلة، وهي أن مجموعات هابلوغروب في شمال شرق إفريقيا هي السائدة في الجنوب ولكن مجموعات هابلوغروب السائدة في الشمال هي سمة من سمات شمال إفريقيا وسكان غرب أوراسيا.
| السكان                                 | Nb  | A/B   | E1b1a | E1b1b1 (M35) | E1b1b1a (M78) | E1b1b1b (M81) | E1b1b1c (M123) | F     | K     | G    | I    | J1    | J2    | R1a  | R1b   | آخر  | دراسة                   |
| المصريون                               | 360 | 1.3%  | 2.4%  | 3.2%         | 21.8%         | 11.8%         | 6.7%           | 1%    | 0.2%  | 5.6% | 0.5% | 20.8% | 6.7%  | 2.1% | 5.9%  | 10%  | بكادا وآخرون. (2013)    |
| المصريون                               | 147 | 2.7%  | 2.7%  | 0            | 18.4%         | 8.2%          | 9.5%           | 0     | 7.5%  | 9.5% | 0    | 19.7% | 12.2% | 3.4% | 4.1%  | 2.1% | لويس وآخرون. (2004)     |
| مصريون من واحة الحيز (الصحراء الغربية) | 35  | 0     | 5.70% | 5.7%         | 28.6%         | 28.6%         | 0              | 0     | 0     | 0    | 0    | 31.4% | 0     | 0    | 0     | 0    | كوجانوفا وآخرون. (2009) |
| أمازيغ من واحة سيوة (الصحراء الغربية)  | 93  | 28.0% | 6.5%  | 2.2%         | 6.5%          | 1.1%          | 2.2%           | 0     | 0     | 3.2% | 0    | 7.5%  | 6.5%  | 0    | 28.0% | 8.3% | دوغوجون وآخرون. (2009)  |
| مصريون من شمال مصر                     | 44  | 2.3%  | 0     | 4.5%         | 27.3%         | 11.4%         | 9.1%           | 6.8%  | 2.3%  | 0    | 0    | 9.1%  | 9.1%  | 2.3% | 9.9%  | 6.8% | Arredi et al. (2004)    |
| مصريون من جنوب مصر                     | 29  | 0.0%  | 0     | 0            | 17.2%         | 6.9%          | 6.9%           | 17.2% | 10.3% | 0    | 3.4% | 20.7% | 3.4%  | 0    | 13.8% | 0    | Arredi et al. (2004)    |

توزيع E1b1b1a (E-M78) وفئاته الفرعية

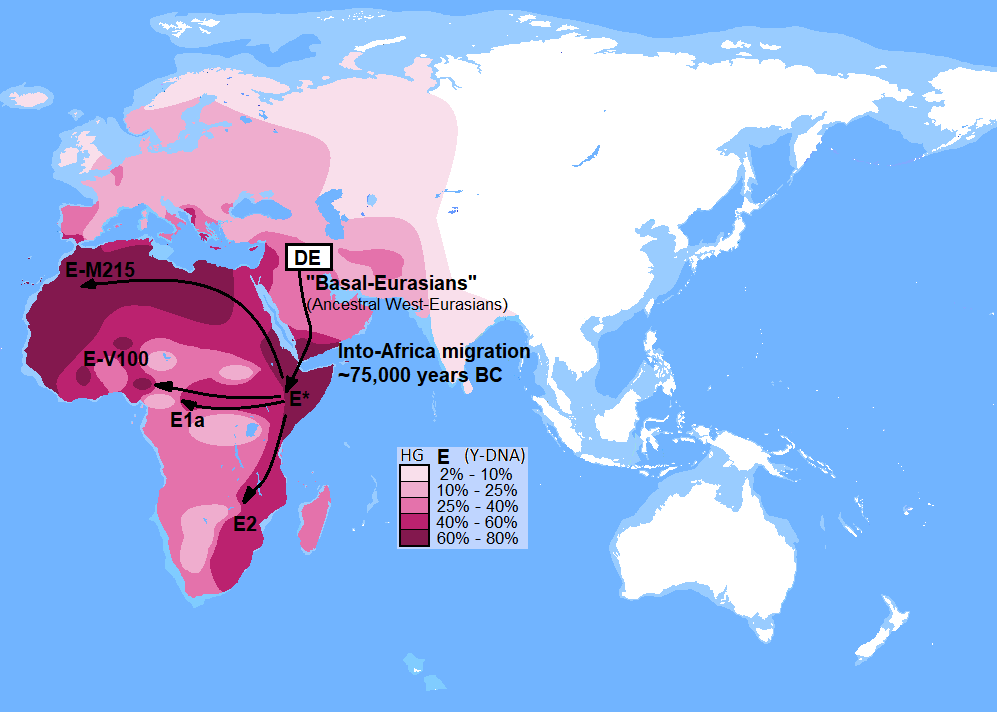
تواتر هابلوغروب E والهجرة المقترحة وفقًا لـ كول وآخرون. 2020 و بيرجستروم وآخرون. 2021.

| السكان                      | N   | E-M78 | E-M78* | E-V12* | E-V13 | E-V22 | E-V32 | E-V65 | دراسة                   |
| المصريون                    | 360 | 21.8% | 0.8%   | 7%     | 0.8%  | 7%    | 1.6%  | 2.4%  | بكادا وآخرون. (2013)    |
| مصريون من جنوب مصر          | 79  | 50.6% |        | 44.3%  | 1.3%  | 3.8%  |       | 1.3%  | كروشياني وآخرون. (2007) |
| مصريون من شمال مصر          | 41  | 41.4% |        | 14.6%  | 2.4%  | 21.9% |       | 2.4%  | بكادا وآخرون. (2007)    |
| مصريون من شمال مصر (الدلتا) | 72  | 23.6% |        | 5.6%   | 1.4%  | 13.9% | 2.8%  |       | كروشياني وآخرون. (2007) |
| مصريون من واحة القرنة       | 34  | 17.6% | 5.9%   | 8.8%   |       |       | 2.9%  |       | كروشياني وآخرون. (2007) |
| مصري من واحة سيوة           | 93  | 6.4%  |        | 2.1%   |       |       |       | 4.3%  | كروشياني وآخرون. (2007) |

### حمض نووي جسمي
وجد التحليل الجينومي أن الأمازيغ والمجتمعات المغاربية الأخرى يتم تعريفها من خلال مكون سلف مشترك. يصل هذا العنصر المغربي إلى ذروته بين الأمازيغ التونسيين. برتبط بمكون الأجداد القبطي (انظر الأقباط)، بعد أن اختلفوا عن هذه المكونات وغيرها من المكونات التابعة لغرب أوراسيا قبل الهولوسين.
يحمل المغاربة الشماليون وكذلك الليبيون والمصريون نسبًا أعلى من مكونات الأجداد الأوروبية، على التوالي، في حين أن الأمازيغ الجزائريين والمغاربة والتونسيين والصحراويين هم السكان الذين لديهم أعلى نسبة مكون أصلي شمال أفريقي.
أظهرت دراسة وراثية حديثة نُشرت في «المجلة الأوروبية لعلم الوراثة البشرية» في مجلة نيتشر (2019) أن سكان شمال إفريقيا مرتبطون ارتباطًا وثيقًا بالأوروبيين وكذلك. يمكن تمييز سكان شمال إفريقيا بوضوح عن سكان غرب إفريقيا وغيرهم من السكان الأفارقة الذين يسكنون جنوب الصحراء الكبرى.

### مسيحيو السودان الأقباط
وفقًا لتحليل Y-DNA بواسطة حسن وآخرون. (2008)، 45٪ من الأقباط في السودان (من عينة مكونة من 33) يحملون هابلوغروب J. كان الأكثر شيوعًا هو هابلوغروب E1b1b (21٪ ، معظمهم E-V12). كلا السلالتين الأبوية شائعان بين المجموعات الإقليمية الأخرى الناطقة باللغة الأفروآسيوية، مثل البجا، الإثيوبيين، والسودانيين، بالإضافة إلى النوبيين غير الناطقين باللغة الأفروآسيوية. E1b1b / E3b تصل إلى أعلى تردداتها بين البربر والصوماليين. مجموعات الهابلوغروب التالية الأكثر شيوعًا التي يحملها الأقباط هي R1b (15٪)، وهي شائعة في أجزاء من اوراسيا ووسط أفريقيا، ومجموعة هابلوغروب B (15٪) الأفريقية واسعة الانتشار.
أما عن الأمهات، فقد وجد حسن (2009) أن غالبية الأقباط في السودان (من عينة مكونة من 29) ينحدرون من المجموعة الكبيرة N ؛ من بين هؤلاء، كانت هابلوغروب U6 هي الأكثر شيوعًا (28 ٪)، تليها T1 (17 ٪). بالإضافة إلى ذلك، حمل الأقباط 14٪ M1 و 7٪ L1c.
دراسة 2015 من قبل دوبون وآخرون. حددت مكونًا وراثيًا موروثًا للأسلاف من أصل غرب أوراسيا وهو شائع للعديد من السكان الناطقين باللغة الأفروآسيوية الحديثة في شمال شرق إفريقيا. يُعرف بالمكون «القبطي»، وهو يصل إلى ذروته بين الأقباط المصريين الذين استقروا في السودان خلال القرنين الماضيين. شكل الأقباط أيضًا مجموعة منفصلة في تحليل العنصر الرئيسي، وهي قريبة من المصريين الآخرين، والسكان الأفروآسيويين من شمال شرق إفريقيا. تطور المكون القبطي من مكون رئيسي لأجداد شمال شرق إفريقيا يتقاسمه المصريون الآخرون ويوجد أيضًا عند الترددات العالية بين السكان الناطقين باللغة الأفروآسيوية في شمال شرق إفريقيا (حوالي 70 ٪). يقترح العلماء أن هذا يشير إلى أصل مشترك لعامة السكان في مصر. يربطون أيضًا المكون القبطي بأصل مصري قديم، دون التأثير بالاقلية الشرق الأوسطي المتأخر الموجود بين المصريين الآخرين، وخاصة أهل سيناء.

### دراسة ناشيونال جيوجرافيك
كشف مشروع خريطة الجينات الوراثية، الذي قامت به ناشيونال جيوجرافيك عن مفاجأة فيما يتعلق بالجينات الوراثية للعرب وأصولهم، والتي أثبتت أن العرب ليسوا عربًا بشكل كامل، ولكن هناك أصولًا أخرى لهم.
فمن خلال ذلك المشروع، تمت الإجابة عن أسئلة تتعلق بالإثنية والعرقية، وأصول البشر، وكيف عمروا الأرض وانطلقوا فيها، فقد وضعت قائمة بأصول سكان العالم، حيث يتم وصف سكان كل دولة طبقًا للتكوين الجيني، وهذا استنادًا إلى مئات العينات من الحمض النووي، والتحليل المتقدم لتلك العينات.
وقد توصلت النتائج إلى معلومات مذهلة عن أصول أربع شعوب (مستعربة)، من بينهم المصريون. فقد توصلت النتائج (إلى أن 17% فقط من المصريين أصولهم عربية، أما 69% من السكان الأصليين هم من شمال أفريقيا، و4% من الشتات اليهودي، و4% من شرق أفريقيا، 3% من آسيا الصغرى، و3% من جنوب أوروبا.